# William Thomas (accademico)
William Thomas (Llanigon, 1524 circa – Londra, 18 maggio 1554) è stato uno storico britannico, probabilmente gallese.

## Biografia
Thomas era probabilmente nativo dell'area del Powys nel Galles. Il suo biografo in The History of Parliament stimava la sua nascita "entro il 1524". Fu presumibilmente istruito all'Università di Oxford, dove un William Thomas fu ammesso al baccalaureato in diritto canonico il 2 dicembre 1529.
Viaggiò a lungo in Italia e studiò la storia e la letteratura italiana.
Durante l'estate del 1549, tornato in Inghilterra, pubblicò The Historie of Italie. Quest'opera, dedicata a John Dudley, I duca di Northumberland, raccoglie i risultati dei suoi studi sulla cultura italiana.
Thomas fu giustiziato per tradimento dopo la rivolta di Wyatt, durante il regno di Maria I d'Inghilterra.
Si ritiene che la sua storia d'Italia sia stata proibita e bruciata pubblicamente, forse dopo la sua esecuzione, fino a quando non venne ristampata da Thomas Marshe, nel 1561 e nel 1562.

## Opere
- The historie of Italie, Thomas Berthelet, 1549.